# Hugo von Donop

Hugo von Donop am Weimarer Hof (1890–1895)

Hugo Robert August von Donop (* 14. März 1840 in Detmold; † 6. September 1895 in St. Blasien) war ein deutscher Offizier, Kammerherr, Hofmeister und Zeichner.

## Leben

### Familie
Hugo entstammte dem Adelsgeschlecht von Donop. Er war das erste von vier Kindern des fürstlich lippischen Hauptmanns August von Donop (1812–1846) und dessen Ehefrau Auguste, geborene Lorentz (1821–1862). Ein jüngerer Bruder war Lionel von Donop (1844–1912). Donop verheiratete sich 1865 mit Marie Brüll.

### Karriere
Nach der Vorschule besuchte er bis 1857 das Gymnasium Leopoldinum. Donop trat am 20. April 1857 als Kadett in das Leib-Regiment der Hannoverschen Armee ein. Dort avancierte er bis Ende Mai 1961 zum Oberleutnant und absolvierte 1862/65 die Militärakademie in Hannover. Seine Ausbildung musste Donop von Dezember 1863 bis Oktober 1864 unterbrechen, um sich an den Bundesexekution in Holstein zu beteiligen. 1866 nahm er während des Krieges gegen Preußen an der Schlacht bei Langensalza teil und schied nach der Annexion des Königreichs Hannover zum 30. Dezember 1866 aus dem aktiven Dienst.
Donop wurde daraufhin in preußische Dienste übernommen und als Premierleutnant am 9. März 1867 dem 3. Garde-Regiment zu Fuß zunächst aggregiert sowie am 22. März 1868 einrangiert. Am 2. März 1869 wurde er zum Flügeladjutanten des Fürsten Leopold III. zur Lippe in Detmold ernannt. Für die Dauer der Mobilmachung war Donop während des Krieges gegen Frankreich als Adjutant zum Generalgouvernement Lothringen kommandiert. In dieser Eigenschaft am 6. September 1870 zum Hauptmann befördert, erhielt er für sein Wirken während der Belagerung von Toul das Eiserne Kreuz II. Klasse. Nach dem Vorfrieden von Versailles nahm Donop am 20. März 1871 seine Tätigkeit als Flügeladjutant wieder auf und wurde Mitte Juni 1871 à la suite des 3. Garde-Regiments zu Fuß gestellt. Nach dem Tod Leopold III. und der Thronübergabe an Fürst Woldemar erfolgte am 1. Februar 1876 seine Kommandierung zum Kadettenhaus Plön. Unter Entbindung von seiner Stellung als Flügeladjutant wurde Donop am 22. Juli 1876 zum Kompaniechef im Kadettenhaus ernannt. Im Jahr darauf wurde ihm mit der Beförderung zum Major der Abschied mit der gesetzlichen Pension und der Berechtigung zum Tragen der Uniform bewilligt.
Auf Wunsch von Friedrich Wilhelm von Hessen-Rumpenheim wurde er nun Kammerherr der Landgräfin Maria Anna. 1890 stellte ihn Großherzogin Sophie von Sachsen-Weimar-Eisenach in ihre Dienste als Kammerherr und Oberhofmeister am Weimarer Hof. Diese Positionen füllte er bis zu seinem Tod aus. Er starb am 6. September 1895 in St. Blasien an den Folgen einer Lungenerkrankung.

### Sonstiges
Hugo von Donop war geschichtlich und künstlerisch interessiert. Für Otto Preuß hat er um 1873 eine Reihe von Zeichnungen angefertigt, die Preuß als Basis für sein Werk „Die baulichen Alterthümer des Lippischen Landes“ dienten. Sein Interesse für Genealogie hat von Donop an seine zweite Tochter Nancy vererbt, die seine Arbeiten nach seinem Tod fortführte.
Zudem war Hugo von Donop für seine große Autographensammlung bekannt.
Seine Dokumente von und über Johann Wolfgang von Goethe wurden 1892 im Goethehaus bei einer Werther-Ausstellung gezeigt. Daher war es für Hugo von Donop auch ein Glücksfall, für Großherzogin Sophie arbeiten zu können, denn 1885 wurde Goethes Familienarchiv ebendieser testamentarisch vermacht.